# Törökország zászlaja
Törökország zászlaja egy piros háttérben fekvő fehér félholdat és egy szintén fehér csillagot tartalmaz. A nemzeti lobogó közel hétszáz éve használatban van, így eredetét illetően sokszor bizonytalan forrásokra támaszkodhatunk. A régi jelkép még az Oszmán Birodalom idején alakult ki. Azóta tulajdonképpen csak a félhold és a csillag fekvésén, arányain változtattak.
Törökül a zászlót ay yıldıznek hívják, amely magyarul hold-csillagot jelent. A jelenlegi zászló első megjelenésével 1793-ban találkozhatunk, amikor a hagyományos oszmán szignót III. Szelim szultán megváltoztatta. A hagyományos zászló az iszlám legfőbb színét, a zöldet választotta hátterül a fehér félholdnak. Szelim szultán a zöld színt pirossal váltotta fel. Ennek okait sokféleképpen magyarázzák, de mindenképpen csaták és hősi halottak vérét jelképezi. 1844-ben a hivatalos lobogóra felkerült az ötágú csillag is.
A legendák szerint a zászló mai képét még II. Murád szultán álmodta meg a véres rigómezei csata után 1448-ban. A magyar hadakat hosszú véres ütközetben legyőző Murád az elbeszélések szerint a harc után csak éjszaka ért vissza szálláshelyére. Ott egy vöröslő vértócsában megpillantotta a félholdat és egy csillag fényét. Elhatározta, hogy birodalmának ezentúl ezt a jelképet adja. Más források szerint a mai lobogó Konstantinápoly 1453-as elfoglalásával van kapcsolatban. A korabeli krónikások szerint II. Mehmed szultán az ostrom kezdetén az égbolton megpillantotta a fehér félholdat, és egy csillagot, amelyek győzelemre segítették a török hadakat. Egy modernebb felfogás szerint azonban a zászló mai alakja Mustafa Kemal Atatürk nevéhez kapcsolható. A modern Törökországot megalapító államférfi a Török függetlenségi háború alatt, az egyik vértócsa mellett állva pillantotta meg a félhold és a csillag tükörképét.
A köztudatban mára már tényként él, hogy a török zászlóban is felfedezhető félhold és csillag az iszlám hatására került fel a nemzeti jelképek sorába. De ez a vélekedés téves: a félhold és a csillagok valószínűleg más kultúrákból kerültek fel a török lobogóra. Mindkét jelkép szorosan összefonódik az egykori birodalom központjával, Konstantinápollyal, a mai Isztambullal. A Római Birodalom keleti központjának számító város még jóval a törökök megjelenése előtt Artemisz istennőnek az oltalma alá esett. A vadászat istennőjének az attribútuma pedig a félhold volt, amely akkoriban sok helyen felfedezhető volt a városban. Az idő telt-múlt, és a kereszténység kora köszöntött be a birodalomban. Ekkor I. Constantinus császár saját nevét adta a Boszporusz partján fekvő városnak, és egyúttal Szűz Mária kegyeibe ajánlotta a települést, akinek jelképe köztudottan az ötágú csillag volt. Elképzelhető tehát, hogy a mai török zászló alakzatait a régi Bizánc legyőzésének és elfoglalásának emlékére tűzték a mai lobogóra.
A fent leírtakat alátámasztja az is, hogy a török zászló motívumait már jóval az iszlám hódítók előtt fel lehetett fedezni Kis-Ázsiában.

## Külső hivatkozások
- Törökország zászlaja a Világ zászlói (Flags of the World) weboldalon